# V1323 Геркулеса
V1323 Геркулеса (лат. V1323 Herculis) — промежуточный поляр, двойная катаклизмическая переменная звезда (XM) в созвездии Геркулеса на расстоянии приблизительно 6500 световых лет (около 1993 парсек) от Солнца. Видимая звёздная величина звезды — от +18m до +17,1m. Орбитальный период — около 0,1834 суток (4,4016 часа).
Открыта Иваном Леонидовичем Андроновым в 2014 году*.

## Характеристики
Первый компонент — аккрецирующий белый карлик.